# Wolcott (Vermont)
Wolcott és una població dels Estats Units a l'estat de Vermont. Segons el cens del 2000 tenia 1.456 habitants.

## Demografia
Segons el cens del 2000, Wolcott tenia 1.456 habitants, 552 habitatges, i 401 famílies. La densitat de població era de 14,4 habitants per km².
Dels 552 habitatges en un 39,9% hi vivien nens de menys de 18 anys, en un 58,2% hi vivien parelles casades, en un 7,4% dones solteres, i en un 27,2% no eren unitats familiars. En el 18,8% dels habitatges hi vivien persones soles el 5,8% de les quals corresponia a persones de 65 anys o més que vivien soles. El nombre mitjà de persones vivint en cada habitatge era de 2,63 i el nombre mitjà de persones que vivien en cada família era de 2,99.
Per edats la població es repartia de la següent manera: un 28,4% tenia menys de 18 anys, un 7,3% entre 18 i 24, un 34% entre 25 i 44, un 23,4% de 45 a 60 i un 6,9% 65 anys o més.
L'edat mediana era de 33 anys. Per cada 100 dones de 18 o més anys hi havia 102,3 homes.
La renda mediana per habitatge era de 34.760 $ i la renda mediana per família de 38.056 $. Els homes tenien una renda mediana de 27.898 $ mentre que les dones 21.905 $. La renda per capita de la població era de 15.198 $. Entorn del 10,2% de les famílies i el 14,6% de la població estaven per davall del llindar de pobresa.